# هیگاشی، اوکیناوا
هیگاشی، اوکیناوا (به لاتین: Higashi, Okinawa) یک منطقهٔ مسکونی در ژاپن است که در استان اوکیناوا واقع شده‌است. هیگاشی  ۱٬۸۷۶ نفر جمعیت دارد.